# سيليستينو ألفونسو
سيليستينو ألفونسو (بالفرنسية: Celestino Alfonso)‏ هو عسكري إسباني وفرنسي، ولد في 1 مايو 1916 في Ituero de Azaba ‏ في إسبانيا، وتوفي في 21 فبراير 1944 في Fort Mont-Valérien ‏ في فرنسا بسبب إعدام رميا بالرصاص.